# Патет Лао
Патет Лао (лаошки:ປະເທດລາວ, прев. Лаошки народ) био је комунистички покрет и организација, која је деловала у Лаосу од средине 20. века. Патет Лао је победио у Лаошком грађанском рату 1975. године, а његови припадници су дошли на власт. Припадници покрета одувек су били уско повезани са вијетнамским комунистима. Током грађанског рата, примали су велику помоћ од северновијетнамске армије.
Политички покрет Патет Лаа била је Народна партија Лаоса, касније преименована у Народну револуционарну партију Лаоса (од 1972. године).
Истакнутије вође Патет Лаа били су принц Суфанувонг, Кејсон Фомвихан и остали.

## Историја
Организација је основана 1950. године, када су то име усвојиле лаошке снаге под заповедништвом принца Суфанувонга, које су се придружиле побуни Вијетмина против француске колонијалне власти у Индокини током Првог индокинеског рата.
Принц Суфанувонг је провео седам година у Ња Чангу током његовог шеснаестогодишњег боравка у Вијетнаму, упознао Хо Ши Мина, оженио се Вијетнамком и добио помоћ Вијетмина у оснивању герилских снага.
У августу 1950, Суфанувонг се придружио Вијетмину у њиховом седишту северно од Ханоја, и постао шеф Патет Лаа, заједно са његовим политичким одсеком, Патриотским фронтом Лаоса. Двојица од његових оснивача су били чланови Комунистичке партије Индокине, која је заговарала рушење монархије, као и протеривање Француза.
Године 1953, борци Патет Лаа покренули су инвазију на Лаос из Вијетнама, предвођену снагама Вијетмина. Успоставили су власт у Виенгкаију, у провинцији Хуафан, на североистоку државе. Одатле су почели да врше упаде у централни Лаос уз подршку Вијетмина, што је означило почетак грађанског рата. Патет Лао је убрзо заузео најзначајније делове земље.
Године 1954, споразумима на Женевској конференцији договорено је повлачење страних снага, што је омогућило Патет Лау да успостави чврсту власт у две северне покрајине Лаоса. Вијетмин се, упркос споразуму, није повукао из пограничних области у Лаосу и наставио је помагати Патет Лао. Два месеца након конференције, Вијетмин је формирао јединицу названу Група 100, са седиштем у Бан Намеу. Јединица је ефикасно контролисала и водила Патет Лао.
Покрет је 1956. године формиран као политичка партија, названа Патриотски фронт Лаоса. Циљ фронта био је комунистичка борба против капитализма, западног колонијализма и империјализма. Монархисти и комунисти су 1957. године формирали коалициону владу, која се распала до 1959, након чега су се борбе наставиле.
У септембру 1959, Северни Вијетнам је формирао Групу 959 у Лаосу, која би помагала Патет Лау у бољем организовању борбе против краљевске владе. Група 959 је опскрбљивала, увежбавала и војно подржавала борце Патет Лаа.
Током 1960-их, пропали су сви покушаји да се успоставе споразуми о неутралности и коалиционој влади. До средине 1960-их, у земљи се водио рат између проамеричких и провијетнамских паравојних скупина. Године 1968, војска Северног Вијетнама покренула је инвазију на Лаос, заједно са снагама Патет Лаа. Краљевска војска Лаоса претрпела је тешке губитке у сукобу са бројнијим вијетнамским снагама, које су користиле тешко совјетско и кинеско оружје.
Снаге Патет Лаа бориле су се против Краљевске војске Лаоса, америчких паравојних снага и тајландских „добровољачких“ снага и притом успоставиле чврсту контролу на северу и истоку земље. На територији под њиховом контролом био је успостављен тзв. Хо Ши Минов пут, којим је из Северног Вијетнама ишла помоћ Вијетконгу у Јужном Вијетнаму. Тада је Лаос постао предметом интензивног бомбардовања од стране Сједињених Америчких Држава, како би разбиле Хо Ши Минов пут. Краљевска влада је била немоћна у било каквом покушају да пружи озбиљнији отпор Патет Лау.
Убрзо након Париског мировног споразума којим је окончано америчко учешће у Вијетнамском рату, Патет Лао и влада Лаоса потписали су Вијентијански споразум о прекиду ватре у фебруару 1973. године.
Коалициона влада није дуго потрајала. Године 1975, Патет Лао је уз непосредну помоћ северновијетнамске армије започео напад на владина упоришта. Након пада владе Јужног Вијетнама у априлу 1975, некомунистички припадници владе одлучили су да мирно препусте власт Патет Лау. У новембру 1975, Патет Лао је успоставио власт над целим Лаосом, укинута је монархија и 2. децембра проглашена Демократска Народна Република Лаос.